# Empicoris
Empicoris is een geslacht van wantsen uit de familie Reduviidae (Roofwantsen). Het geslacht werd voor het eerst wetenschappelijk beschreven door Wolff in 1811.

## Soorten
Het genus bevat de volgende soorten:

- Empicoris aculeatus (Bergroth, 1926)
- Empicoris aeneus Tatarnic, Wall & Cassis, 2011
- Empicoris albatus Villiers, 1970
- Empicoris angolanus Villiers, 1952
- Empicoris angulipennis (Bergroth, 1926)
- Empicoris armatus (Champion, 1898)
- Empicoris baerensprungi (Dohrn, 1863)
- Empicoris bakeri McAtee & Malloch, 1926
- Empicoris barberi (McAtee & Malloch, 1923)
- Empicoris barcinonis (Dispons, 1965)
- Empicoris biannulatus Villiers, 1970
- Empicoris bilineatus McAtee & Malloch, 1926
- Empicoris binodosus Villiers, 1952
- Empicoris brachystigma (Horváth, 1914)
- Empicoris brevispinus (Puton, 1889)
- Empicoris canaliculatus Villiers, 1960
- Empicoris copal Popov, 1987
- Empicoris cornutus Villiers, 1960
- Empicoris cubanus Grillo & Alayo, 1979
- Empicoris culiciformis (De Geer, 1773)
- Empicoris culicimimus P.V. Putshkov, 1988
- Empicoris culicis Hsiao, 1965
- Empicoris discalis McAtee & Malloch, 1926
- Empicoris disponsi Villiers, 1967
- Empicoris eburneus Ishikawa & Okajima in Ishikawa et al., 2007
- Empicoris electricus Thomas, 1992
- Empicoris errabundus (Say, 1832)
- Empicoris fakoanus Villiers, 1948
- Empicoris gloriae Baena & Putshkov, 1997
- Empicoris gracilentus (Jakovlev, 1906)
- Empicoris gradapallida Tatarnic, Wall & Cassis, 2011
- Empicoris greeni (Bergroth, 1903)
- Empicoris hierosolymus Dispons, 1964
- Empicoris incredibilis Wygodzinsky, 1966
- Empicoris insularis Villiers, 1970
- Empicoris kassala Linnavuori, 1974
- Empicoris lacteatus Villiers, 1967
- Empicoris laocaiensis Ishikawa, Truong & Okajima, 2012
- Empicoris lavatus McAtee & Malloch, 1926
- Empicoris ligatus Villiers, 1971
- Empicoris lindbergi Villiers, 1957
- Empicoris litoralis Linnavuori, 1964
- Empicoris maeharai Ishikawa, 2008
- Empicoris magnispineus Ishikawa, 2008
- Empicoris mediterraneus Hoberlandt, 1956
- Empicoris melanacanthus (Horváth, 1892)
- Empicoris minutus Usinger, 1946
- Empicoris mirabundus Wygodzinsky, 1966
- Empicoris montanus Ishikawa, Truong & Okajima, 2012
- Empicoris morstatti (Schumacher, 1911)
- Empicoris multivittatus Villiers, 1982
- Empicoris natalensis (Horváth, 1914)
- Empicoris noualhieri (Puton, 1887)
- Empicoris nudus McAtee & Malloch, 1925
- Empicoris oculatus (Reuter, 1881)
- Empicoris okinawanus Ishikawa, 2008
- Empicoris ornatus Villiers, 1949
- Empicoris orthoneuron McAtee & Malloch, 1925
- Empicoris pallidulus (Jakovlev, 1906)
- Empicoris palmensis Blatchley, 1926
- Empicoris parshleyi (Bergroth, 1922)
- Empicoris pilosus (Fieber, 1861)
- Empicoris politus (Distant, 1909)
- Empicoris priscus Grillo & Alayo, 1979
- Empicoris pulcher (Blackburn, 1888)
- Empicoris pygmaea (Distant, 1906)
- Empicoris pygmaeus (Distant, 1906)
- Empicoris pyrenaicus Dispons, 1958
- Empicoris rubromaculatus (Blackburn, 1888)
- Empicoris salinus (Lindberg, 1932)
- Empicoris scabraventris Tatarnic, Wall & Cassis, 2011
- Empicoris seorsus (Bergroth, 1927)
- Empicoris soroanus Grillo & Alayo, 1979
- Empicoris soror (Puton, 1887)
- Empicoris spectabilis Ishikawa, 2008
- Empicoris stevensoni Miller, 1950
- Empicoris subparallelus McAtee & Malloch, 1925
- Empicoris suminoi Ishikawa, 2008
- Empicoris tabellarius Ribes & P. Putshkov in P. Putshkov & Ribes, 1992
- Empicoris telisis Dispons, 1965
- Empicoris tesselatoides Wygodzinsky & Usinger, 1926
- Empicoris tesselatus (Bergroth, 1914)
- Empicoris thermalis Dispons, 1958
- Empicoris toshinobui Ishikawa, 2001
- Empicoris trisignatus Dispons, 1955
- Empicoris truncatus Dispons, 1955
- Empicoris uniannulatus (Signoret, 1852)
- Empicoris ussuriensis Kanyukova, 1982
- Empicoris vagabundus (Linnaeus, 1758)
- Empicoris vitticollis (Horváth, 1914)
- Empicoris wagneri Dispons, 1965
- Empicoris whitei (Blackburn, 1881)
- Empicoris winnemana McAtee & Malloch, 1925
- Empicoris xambeui (Montandon, 1885)